# Biljana Gligorović
Biljana Gligorović (ur. 31 stycznia 1982 w Puli) – chorwacka siatkarka, grająca jako rozgrywająca. 
Obecnie występuje w drużynie VK Baku.

## Sukcesy
- puchar Włoch  (2001)
- puchar Challenge  (2012)